# Поджоло
Поджоло (фр. Poggiolo, корс. Poghjolu) — коммуна во Франции, находится в регионе Корсика. Департамент коммуны — Южная Корсика. Входит в состав кантона Севи-Сорру-Чинарка. Округ коммуны — Аяччо.
Код INSEE коммуны — 2A240.

## Население
Население коммуны на 2008 год составляло 93 человека.
| 1962 | 1968 | 1975 | 1982 | 1990 | 1999 | 2008 |
| ---- | ---- | ---- | ---- | ---- | ---- | ---- |
| 152  | 120  | 117  | 93   | 76   | 95   | 93   |

## Экономика
В 2007 году среди 46 человек в трудоспособном возрасте (15—64 лет) 23 были экономически активными, 23 — неактивными (показатель активности — 50,0 %, в 1999 году было 52,3 %). Из 23 активных работали 21 человек (12 мужчин и 9 женщин), безработными были 2 мужчины. Среди 23 неактивных 15 человек были пенсионерами, 8 были неактивными по другим причинам.